# Gulantschi
Der Gulantschi ist ein Wildbach und ein Seitenfluss der Rhone im schweizerischen Oberwallis.
Sein Einzugsgebiet liegt im Perimeter des Regionalen Naturparks Pfyn-Finges.

## Name
Der Name des Baches, der im heute deutschsprachigen Gebiet von Varen und Salgesch liegt, geht auf eine ältere romanische Sprachform zurück. Wie zahlreiche Flurnamen im Bezirk Leuk stammt er aus der Zeit, als die Region von einer frankoprovenzalischen Bevölkerung bewohnt war. Als die Region am Ende des Mittelalters das Walliserdeutsch als Umgangssprache annahm, wurden viele alte, zur Kulturlandschaft gehörende Toponyme beibehalten und nur leicht eingedeutscht.

## Verlauf
Der Wildbach entspringt im Gebiet der Gemeinde Varen südlich des Tschajetuhorns aus einem Geröllfeld am steilen Berghang auf etwa 2550 m ü. M. Er fliesst gegen Süden durch die Varneralp, wo die historische Tschajetu-Wasserleitung ihn überquert. Unterhalb der Alp stürzt er durch das Gebiet Planitschat, das als Trockenwiese von nationaler Bedeutung geschützt ist, und das steile Tobel des Gulantschigrabe am Berghang Rysche in das Waldgebiet von Dare hinunter und durchquert danach das Gebiet der Gemeinden Salgesch und Varen in einem stellenweise tief eingeschnittenen Bachgraben. Bei Brand und Praderotschi wird der Bewässerungsgraben (Suone) Grossi Wasserleiti durch das Tobel geführt.
Der Wildbach fliesst durch die Rebbergflur Prärätu – ein anderer Name romanischen Ursprungs –, die auf dem mächtigen Schuttkegel des prähistorischen Bergsturzes von Salgesch liegt. Hier führen mehrere Strassenbrücken über den Bachgraben, während ihn die Simplonbahn im Varen-Tunnel unterquert. Bei Zudannaz – ebenfalls eine frankoprovenzalische Namensform – passiert der Bach die national bedeutende Trockenwiese Balme und erreicht danach auf der Höhe von etwa 550 m ü. M. die weite Auenlandschaft an der Rhone. Der Fluss wird in diesem Bereich von einem Leitdamm um einen abgetrennten Abschnitt des Talbodens geführt, in welchem der Gulantschi in den Russbrunnubach mündet. Dieser fliesst am rechten Rand der Auenebene gegen Südwesten und mündet unterhalb des Kapälluhubel bei Salgesch in die Rhone. Die Schwemmlandschaft an der Rhone ist als Auenlandschaft von nationaler Bedeutung klassiert.
Am Wildbach, der in trockenen Perioden kaum noch Wasser führt, ist keine Pegelstation eingerichtet.
Die Route des Walliser «Weinwanderwegs» von Vétroz nach Leuk überquert den Gulantschi westlich von Varen.